# Incidente aereo di Bron del 10 maggio 1938
Il 10 maggio 1938 un bombardiere Potez 540 della 55ème Escadre de reconnaissance precipitò a Bron durante la fase di atterraggio, con la morte di tutti e cinque i membri dell'equipaggio.

## L'incidente

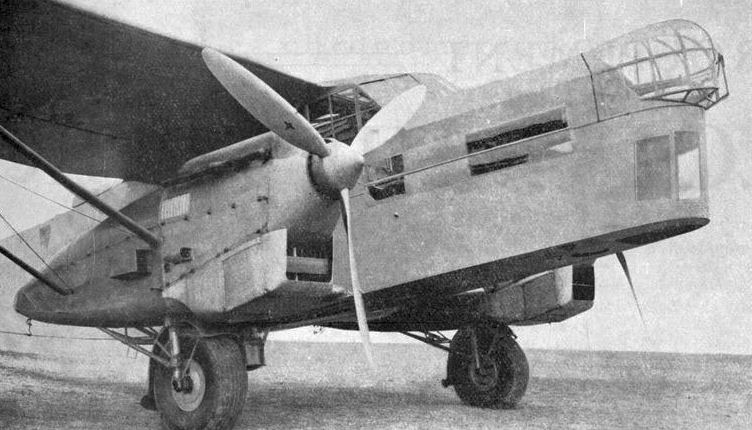
Un Potez 540 sulla pista di atterraggio.

Il 10 maggio 1938 i bimotori Potez 540 del Groupe de reconnaissance 1/55 stavano compiendo voli di addestramento sulla regione di Lione. Nonostante un vento da nord abbastanza forte, i decolli e gli atterraggi proseguirono senza il minimo incidente dall'aeroporto di Lione-Bron.
Intorno alle 15:30, il Potez 540 n.36 (codice 5) della I Escadrille del GR 1/55 si preparava ad atterrare, a motori ridotti, sopra i campi situati oltre la strada statale N°6 Lione-Grenoble, a sud del campo d'aviazione di Bron. Improvvisamente nella fase di discesa, il velivolo sembra scivolare sull'ala sinistra, picchiando improvvisamente verso terra, probabilmente colpito da una improvvisa e violenta folata di vento. L'aereo toccò terra ai confini dei comuni di Bron e Saint-Priest.
Alcuni testimoni dell'incidente si precipitarono immediatamente sul posto, e poco dopo arrivò il personale e le attrezzature antincendio, nonché l'ambulanza, della base di Bron, ma ogni soccorso si rivelò inutile. Tutta la parte anteriore del velivolo era schiacciata al suolo, e solo l'impennaggio di coda, che si è staccato, era quasi intatto. Dai detriti vennero estratti i corpi degli aviatori che furono depositati nei loro paracadute di tela bianca e trasportati presso la camera mortuaria dell'ospedale militare "Desgenettes" dove fu allestita la camera ardente.
Non risultò che i motori avessero preso fuoco, e si stimò che l'aereo fosse precipitato da un'altezza di 300 metri.
L'equipaggio era così composto: sottotenente Guillaume des Champs de Saint Léger, comandante di bordo, 30 anni, originario di Parigi, sposato e padre di una figlia di 6 mesi, assegnato alla base aerea di Bron da circa 15 mesi; sergente maggiore Frank Robert, pilota istruttore, 28 anni, originario della regione del Bordelais, sposato, assegnato alla base aerea di Bron dal 1929. Eccellente pilota e istruttore di prim'ordine, specialista del volo notturno aveva al suo attivo 2000 ore di volo di cui 1100 di notte; sergente Georges Dupuy, allievo pilota, 21 anni, originario di Arles che stava effettuando il servizio militare e continuava il suo addestramento come pilota di bimotore; aspirante Louis-Lucien Prémillieu, osservatore, 23 anni; sergente Louis Ragois, meccanico, 23 anni.
Solenni funerali furono celebrati a Lione la mattina del 14 maggio 1938. Dopo il prelevamento delle salme all'ospedale "Desgenettes", le cinque bare ricoperte dal tricolore, furono caricate su affusti di cannone trainate da un trattore aeronautico preceduto da un altro trattore su cui si trovavano le ghirlande di fiori. La Banda del 99º Reggimento di fanteria alpina apriva il lungo corteo che, dal quai Gailleton, per rue de la Barre, attraverso la località Bellecour, arrivò davanti alla Cattedrale primaziale di San Giovanni Battista e Stefano dove si svolse la funzione religiosa. Un distaccamento della base di Bron rese gli onori militari.
Ai funerali presenziarono il generale Joseph Vuillemin, capo di stato maggiore dell'Armée de l'Air, generale Roger Pennès comandante della 2ª Regione aerea, il colonnello Mochel, comandante la base aerea 105, il colonnello Chambe, comandante della 35ème Escadre d'observation e il tenente colonnello Fine, comandante della 55ème Escadre de reconnaissance.

### Annotazioni
1. ↑  Fu il generale Penes a posare sulla bara dell'aspirante Prémillieu la Medaille militaire.

### Fonti
1. ↑  Drames Aériens.
2. 1 2 3 4 5 6 7 8 9 10 11 12 13 14  Cercle Aeronautique Louis Mouillard.
3. 1 2  Aviation Safety.
4. 1 2  Meetings Aeriens Historiques.